# Fiskartjärnarna (Sorsele socken, Lappland)
Fiskartjärnarna är en sjö i Sorsele kommun i Lappland och ingår i Umeälvens huvudavrinningsområde. Sjön har en area på 0,131 kvadratkilometer och ligger 365 meter över havet. Fiskartjärnarna ligger i Vindelälven Natura 2000-område.

## Delavrinningsområde
Fiskartjärnarna ingår i det delavrinningsområde (727045-159352) som SMHI kallar för Mynnar i Gargån. Medelhöjden är 397 meter över havet och ytan är 17,39 kvadratkilometer. Det finns inga avrinningsområden uppströms utan avrinningsområdet är högsta punkten. Smalakbäcken som avvattnar avrinningsområdet har biflödesordning 4, vilket innebär att vattnet flödar genom totalt 4 vattendrag innan det når havet efter 292 kilometer. Avrinningsområdet består mestadels av skog (83 procent) och sankmarker (15 procent). Avrinningsområdet har 0,32 kvadratkilometer vattenytor vilket ger det en sjöprocent på 1,8 procent.